# 杜春豐
杜春豐（越南语：／；1877年—？年），越南阮朝官員。

## 生平
杜春豐是清化省紹化府瑞原縣密勿總斷決社（今属清化省紹化縣紹福社斷決村）人，嗣德三十年（1877年）出生。維新六年（1912年），參加清化場鄉試，考中舉人。次年（1913年），會試中格，庭試考中副榜。後任德普知縣、河靜商佐。保大六年（1931年），換補平順按察使。